# جيسبر هانسين
جيسبر هانسين (بالدنماركية: Jesper Hansen)‏ (31 مارس 1985 الدنمارك - ) هو لاعب كرة قدم دانمركي، يلعب كحارس مرمى.

## روابط خارجية
- جيسبر هانسين على موقع الاتحاد الأوربي (الإنجليزية)
- جيسبر هانسين على موقع قاعدة بيانات كرة القدم.إي يو (الإنجليزية)
- جيسبر هانسين على موقع ناشيونال فوتبول تيمز (الإنجليزية)
- جيسبر هانسين على موقع Soccerway.com (الإنجليزية)
- جيسبر هانسين على موقع عالم كرة القدم.نت (الإنجليزية)
- جيسبر هانسين على موقع AS.com (الإسبانية)